# 提布提纳门

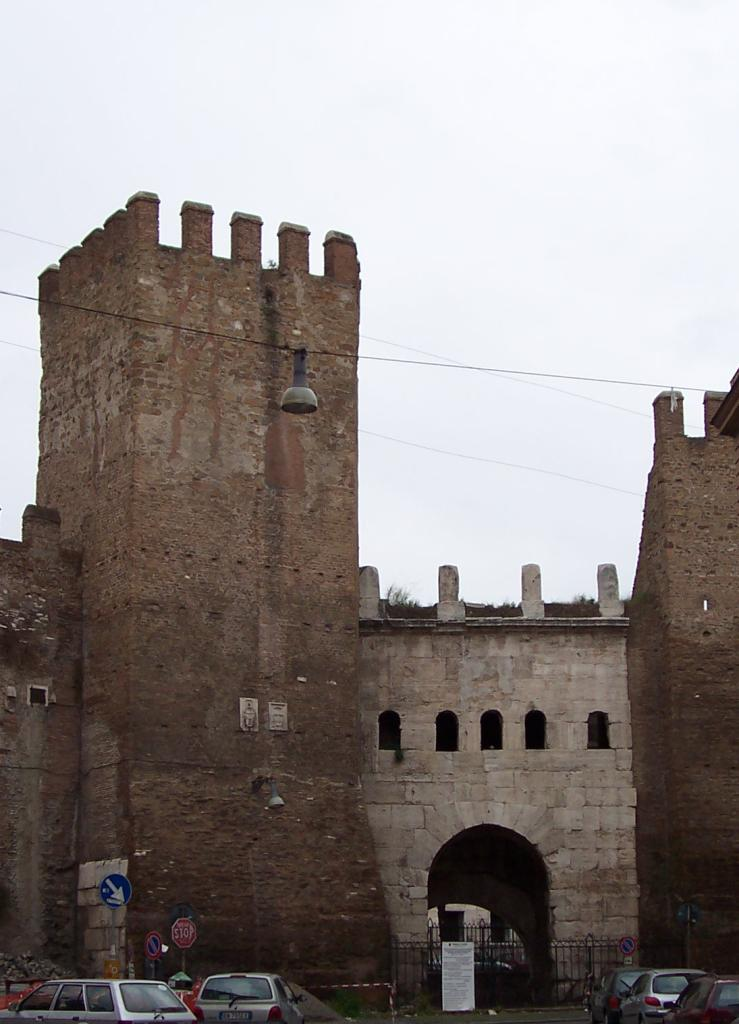
外侧

提布提纳门（Porta Tiburtina）又名圣老楞佐门（Porta San Lorenzo）是意大利罗马奥勒良城墙的一个古老的城门，提布提納道通过此门。

## 历史
该门原本是一个拱门，由奥古斯都所建，三条水道桥（“朱利亚水道”、“提普拉水道”和“玛西亚水道”分别从上中下三层在此跨越提布提纳大道。皇帝提图斯和卡拉卡拉修复了拱门。三条水道桥上分别有三段铭文，记载奥古斯都、卡拉卡拉和提图斯三位皇帝分别在公元前5年、公元212年和公元79年修复水道桥的事迹。
奥古斯都的拱门被皇帝奥勒良纳入了奥勒良城墙。在第5世纪，霍诺留时期修复。
随着时间的推移，奥古斯都拱门因为靠近城外圣老楞佐圣殿，改名为圣老楞佐门。但是，一般人叫它Capo de' Bove 或 Porta Taurina,因为该门装饰着牛头骨。。
该门见证了1347年11月20日晚的圣老楞佐门战役，克拉·迪佐击败了贵族斯特凡诺·科隆纳。
在该门旁边，有圣女彼彼亚纳堂（Santa Bibiana）。

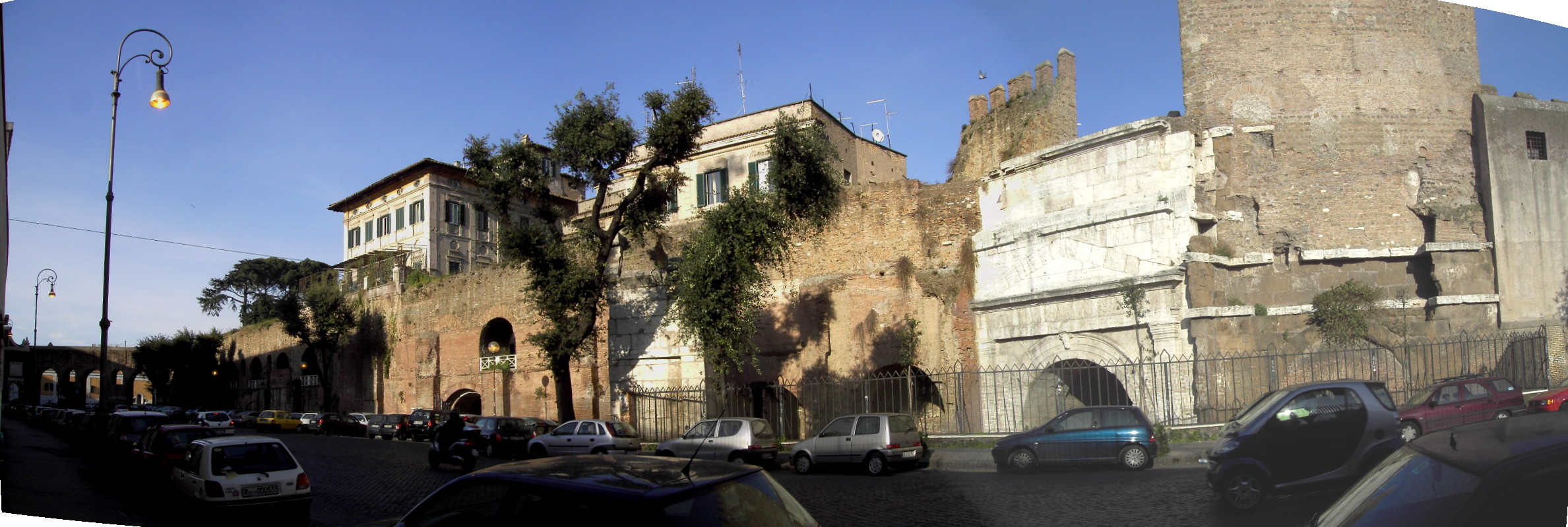

## 附近道路
- 提布提纳街
- 沃尔西人街，与提布提纳街平行